# Cordelia Edvardson
Cordelia Edvardson (Múnic, 1 de gener de 1929 - Estocolm, 29 d'octubre de 2012) va ser una periodista, escriptora i supervivent de l'Holocaust sueca nascuda a Alemanya. Va ser corresponsal a Jerusalem per al diari suec Svenska Dagbladet, des del 1977 fins al 2006. Edvardson va informar en el conflicte israeliano-palestí com a corresponsal i es va fer columnista per al mateix diari en deixar el seu primer lloc el 2006.

## Biografia
Va ser filla de l'escriptora Elisabeth Langgässer amb Hermann Heller, un reconegut jueu, malgrat que ella es declarava catòlica. Edvardson va ser arrestada pels nazis i deportada als camps de concentració de Theresienstadt i Auschwitz durant l'Holocaust. El seu avi matern era també jueu, però reconvertit al catolicisme.
Després d'emigrar a Suècia acabada la Segona Guerra Mundial, Edvardson va començar la carrera de periodista. El 1984, va publicar una autobiografia documentant la seva vida com a supervivent que li va valer el Premi Germans Scholl.